# Miss Universo 1968
Miss Universo 1968, diciassettesima edizione di Miss Universo, si è tenuta presso il Miami Beach Auditorium di Miami, negli Stati Uniti d'America il 13 luglio 1968. L'evento è stato presentato da Bob Barker. Martha Vasconcellos, Miss Brasile, è stata incoronata Miss Universo 1968.

## Risultati

### Piazzamenti
| Risultato finale   | Concorrente |
| ------------------ | --- |
| Miss Universo 1968 | - Brasile - Martha Vasconcellos |
| 2ª classificata    | - Curaçao - Anne Marie Braafheid |
| 3ª classificata    | - Finlandia - Leena Marketta Brusin |
| 4ª classificata    | - Venezuela - Peggy Kopp |
| 5ª classificata    | - Stati Uniti - Dorothy Anstett |
| Top 15             | - Canada - Nancy Wilson - Cile - Dánae Monserrat Salas Savadell - Francia - Elizabeth Cadren - Grecia - Miranta Zafiropoulou - Inghilterra - Jennifer Lowe Summers - Israele - Miriam Fridman - Jugoslavia - Daliborka Stojsić - Norvegia - Tone Knaran - Svezia - Anne Marie Hellqvist - Thailandia - Apantree Prayuttasenee |

### Riconoscimenti speciali
| Riconoscimento        | Concorrente                              |
| --------------------- | ---------------------------------------- |
| Miss Congeniality     | - Giappone - Yasuyo Iino                 |
| Miss Photogenic       | - Jugoslavia - Daliborka Stojsić         |
| Best National Costume | - Colombia - Luz Elena Restrepo Gonzales |

## Concorrenti
- Argentina - Maria Del Carmen Jordan Vidal
- Aruba - Sandra Croes
- Australia - Laureen Jones
- Austria - Brigitte Kruger
- Bahamas - Brenda Fountain
- Belgio - Sonja Doumen
- Bermuda - Victoria Martin
- Bolivia - Roxana Bowles Chavez
- Bonaire - Ilse Maria De Jong
- Brasile - Marta Maria Cordeiro Vasconcelos
- Canada - Nancy Wilson
- Ceylon - Sheila Jayatilleke
- Cile - Danae Monserrat Sala Sarradell
- Colombia - Luz Elena Restrepo Gonzalez
- Corea del Sud - Kim Yoon-jung
- Costa Rica - Ana Maria Rivera
- Curaçao - Anne Marie Braafheid
- Danimarca - Gitte Broge
- Ecuador - Priscila Alava Gonzalez
- Filippine - Sharina Rosello Zaragoza
- Finlandia - Leena Marketta Brusiin
- Francia - Elizabeth Cadren
- Galles - Judith Radford
- Germania - Lilian Atterer
- Giamaica - Marjorie Bromfield
- Giappone - Yasuyo Iino
- Grecia - Miranta Zafiropoulou
- Guam - Arlene Vilma Chaco
- Haiti - Claudie Paquin
- Honduras - Nora Idalia Guillen
- Hong Kong - Tammy Yung
- India - Anjum Mumtaz Barg
- Inghilterra - Jennifer Lowe Summers
- Irlanda - Tiffany Scales
- Islanda - Helen Knutsdottir
- Isole Vergini Americane - Sadie Sargeant
- Israele - Miriam Friedman
- Italia - Cristina Businari
- Jugoslavia - Daliborka Stojsic
- Libano - Sonia Faris
- Lussemburgo - Lucienne Krier
- Malaysia - Maznah Binte Mohammed Ali
- Malta - Kathlene Farrugia
- Messico - Perla Olivia Aguirre Munoz
- Nicaragua - Margine Davidson Morales
- Norvegia - Tone Knaran
- Nuova Zelanda - Christine Mary Antunovic
- Okinawa - Sachie Kawamitsu
- Paesi Bassi - Nathalie Heyl
- Perù - Maria Esther Brambilla
- Porto Rico - Marylene Carrasquillo
- Repubblica Democratica del Congo - Elizabeth Tavares
- Rep. Dominicana - Ana Maria Ortiz Perez
- Scozia - Helen Davidson
- Singapore - Yasmin Saif
- Spagna - Yolanda Legarreta Urquijo
- Stati Uniti - Dorothy Catherine Anstett
- Sudafrica - Monica Fairall
- Svezia - Anne-Marie Hellqvist
- Svizzera - Jeannette Biffiger
- Thailandia - Apantree Prayuttasenee
- Tunisia - Rekaia Dekhil
- Turchia - Zumal Aktan
- Uruguay - Graciela Minarrieta
- Venezuela - Peggy Kopp Arenas